# 北山王國
北山王國（琉球語：〔〕／ ；約1322年－1416年）亦稱山北王國，是琉球群島三山時代的一個國家。根據琉球國《中山世鑑》、中國《明實錄》和朝鮮《朝鮮王朝實錄》記載，北山王國以今歸仁按司為中心，包括今歸仁、羽地、名護、國頭、金武、伊江、伊平屋（伊是名）等城，大致疆域為沖繩島仲泊地峽以北的部分，以及附近的伊江島和伊平屋島。
北山國的君主是英祖王的次子湧川按司的後代。14世紀初期，初代國王怕尼芝建立北山王國於今歸仁城，並相繼徵服周邊島嶼。1383年第一次向明朝朝貢。北山王國在三山時代的三個國家中佔有的領土最大，但根據其向明朝朝貢的規模和次數可以推斷，北山的實力卻是最為弱小的。
1416年，中山王國的巴志攻陷今歸仁城，北山王國滅亡。因北山地區地勢險要且民風慓悍，巴志任命次子尚忠為北山監守，以監視並統治北山居民。此官職一直到1665年才被廢止，末代北山監守向從憲（今歸仁按司朝幸）則於該年被遷往首里城居住。

## 北山王國君主
1. 怕尼芝 1322年－1395年
2. 珉 1396年－1400年 （怕尼芝長子）
3. 攀安知 1401年－1416年 （珉長子）

## 腳註
1. ↑  .   [2012-05-26]. （原始内容存档于2012-12-03）.